# Richard Gordon (ruimtevaarder)
Richard Francis (Dick) Gordon jr. (Seattle, 5 oktober 1929 – San Marcos (Californië), 6 november 2017) was een Amerikaans ruimtevaarder. 
Gordons eerste ruimtevlucht was Gemini 11, met een Titan-raket en vond plaats op 12 september 1966. Het was de negende bemande missie van het Geminiprogramma. Gordons tweede vlucht was als piloot van de commandomodule, tijdens de Apollo 12-missie naar de maan. Tijdens zijn missies maakte hij twee ruimtewandelingen. In 1972 verliet hij NASA en ging hij als astronaut met pensioen.
Gordon stierf op 88-jarige leeftijd thuis.